# Хай-Ривер
Хай-Ривер — город в канадской провинции Альберта, в 55 км к югу от г. Калгари. Население города составляет около 13 тысяч жителей.
Город получил городской статус в 1906 году, но место было населено задолго до прибытия европейцев индейцами племени черноногих.
В настоящее время в Хай-Ривер расположены предприятия услуг в сфере животноводства, которое практикуется в окрестностях с 1880 года, и по выращиванию пшеницы. Канадская тихоокеанская железная дорога основала здесь станцию в 1892 году. Писатель У. О. Митчелл написал несколько рассказов, действие которых происходит в этом городе. Здесь же родился премьер-министр Канады с 1979 по 1980 год Джо Кларк .
В июне 2013 г. историческое наводнение затронуло южную часть Альберты, и город был полностью эвакуирован во время разлива реки Хайвуд.

## География
Хай-Ривер расположен на южной равнине Альберты, у предгорья Скалистых гор на высоте 1035 м выше уровня моря.

## Искусство и культура
В Хай-Ривер есть несколько туристических достопримечательностей, включая фрески на зданиях, посвященные истории города, написанные в период с 1980 по 2000 год.
В городке в 2006 и 2010 годах проходили гонки Canvas Wagon Race в составе серии чемпионатов Dodge Pro Tour World Professional Chuckwagon Association.
Музей Хайвуда (построенный в 1911—1912 гг.) изначально был вокзалом, построенным Канадской Тихоокеанской железной дорогой. Он был преобразован в музей истории края в 2010 году после его восстановления после пожара . 19 декабря 2005 г. отнесён к памятникам канадского наследия. .